# Dombi Imréné
Dombi Imréné (Debrecen, 1969. augusztus 24. –) magyar politikus, Püspökladány polgármestere. 2006-2014 között választott önkormányzati képviselő, 2010 és 2011 között alpolgármester, 2011 és 2019 között Püspökladány város polgármestere. 2011 és 2019 között helyi Fidesz-frakció elnöke, a Hajdú-Bihar Megyei Önkormányzat képviselője.

## Életrajza

### Gyermekkora
Szél Lajos mezőgazdász és Kovács Eszter könyvelő gyermekeként született Szél Katalin néven Debrecenben, 1969. augusztus 24-én. Püspökladányi felmenői mind református vallásúak voltak.
Szülei kiskorában elváltak, de ő ezt követően is Püspökladányban maradt, édesanyjával. Hároméves korától Kövesi József többszörös magyar bajnok birkózó, a Püspökladányi Birkózó Szakosztály egykori vezetője volt a nevelőapja.

### Tanulmányai, munkássága
A Zója Általános Iskolába járt elemibe, majd 1983-ban beiratkozott a Karacs Ferenc Gimnáziumba, ahol érettségijét szerezte.
Ezt követően képesített könyvelői, vállalati tervezői, statisztikusi képesítésekre tett szert, valamint angol nyelvvizsgát szerzett.
2007-ben a Nemzeti Bankárképzőben értékpapír és tőzsdei jogi vizsgát tett.
1987-től a K&H ZRT befektetési tanácsadójaként dolgozott, ahonnan politikai tevékenysége miatt távozott 2011-ben, amikor Püspökladány város polgármesterének választották.
Politikai karrierje 2006-ban kezdődött. 2011-ben az Arnóth Sándor halála miatt kiírt időközi választáson lett a város polgármestere, ezt a címét 2014-ben megvédte.

### Politikai pályafutása
- 2006–2010 között választott önkormányzati képviselő.
- 2010–2014 között választott önkormányzati képviselő.
- 2010–2011 alpolgármester.
- 2011–2019 polgármester.
- 2011-től a Sárréti Kistérségi Társulás elnöke.
- 2011-től a püspökladányi Fidesz-csoport elnöke.
- 2014-től a Hajdú-Bihar Megyei Önkormányzat képviselője.

### Bizottságai
- Pénzügyi és Ügyrendi Bizottság
- Környezetvédelmi és Mezőgazdasági Bizottság

## Családja
Férjével, Dombi Imrével 1989 óta élnek boldog házasságban. Egy gyermekük van, Katalin.
Sógora a magyar bajnok labdarúgó, Dombi Tibor.